# 800 mètres nage libre féminin aux championnats du monde de natation 2024
Cet article traite de l'épreuve féminine. Pour la compétition masculine, voir 800 mètres nage libre masculin aux championnats du monde de natation 2024.
Le 800 mètres nage libre féminin est une épreuve de natation sportive des championnats du monde de natation 2024. Elle a lieu le 16 et 17 février 2024 à Doha au Qatar.

## Records
Avant cette compétition, les records dans cette discipline étaient :
| Record du monde       | 8 min 4 s 79 | Katie Ledecky | 12 août 2016 | Rio de Janeiro, Brésil |
| Record du championnat | 8 min 7 s 39 | Katie Ledecky | 8 août 2015  | Kazan, Russie          |

## Résultats détaillés
Les 8 meilleurs temps se qualifient en finale (Q).

### Séries
| Rang | Série | Ligne | Nageuse                  | Pays              | Temps         | Commentaire   |
| ---- | ----- | ----- | ------------------------ | ----------------- | ------------- | ------------- |
| 1    | 2     | 4     | Isabel Marie Gose        | Allemagne         | 8:26.49       | Q             |
| 2    | 3     | 4     | Simona Quadarella        | Italie            | 8:27.80       | Q             |
| 3    | 3     | 5     | Erika Fairweather        | Nouvelle-Zélande  | 8:28.15       | Q             |
| 4    | 3     | 3     | Eve Thomas               | Nouvelle-Zélande  | 8:29.30       | Q             |
| 5    | 3     | 2     | Agostina Hein            | Argentine         | 8:29.44       | Q             |
| 6    | 2     | 3     | Ajna Késely              | Hongrie           | 8:32.88       | Q             |
| 7    | 2     | 6     | Kiah Melverton           | Australie         | 8:35.22       | Q             |
| = 8  | 2     | 8     | Ichika Kajimoto          | Japon             | 8:35.25       | Q             |
| = 8  | 3     | 6     | Maddy Gough              | Australie         | 8:35.25       | Q             |
| 10   | 3     | 7     | Yang Peiqi               | Chine             | 8:36.75       |               |
| 11   | 3     | 9     | Gabrielle Roncatto       | Brésil            | 8:37.00       |               |
| 12   | 2     | 7     | Ma Yonghui               | Chine             | 8:37.66       |               |
| 13   | 2     | 0     | Merve Tuncel             | Turquie           | 8:38.10       |               |
| 14   | 2     | 9     | Kristel Kobrich          | Chili             | 8:38.81       |               |
| 15   | 2     | 2     | Kayla Han                | États-Unis        | 8:40.36       |               |
| 16   | 1     | 4     | Ella Cosgrove            | Canada            | 8:43.33       |               |
| 17   | 3     | 1     | Beatriz Dizotti          | Brésil            | 8:43.73       |               |
| 18   | 2     | 1     | Alisée Pisane            | Belgique          | 8:45.28       |               |
| 19   | 3     | 0     | Tamila Holub             | Portugal          | 8:45.94       |               |
| 20   | 1     | 3     | Imani de Jong            | Pays-Bas          | 8:49.08       |               |
| 21   | 1     | 6     | Ashley Lim               | Singapour         | 8:54.29       |               |
| 22   | 1     | 5     | Han Da-kyung             | Corée du Sud      | 8:54.74       |               |
| 23   | 1     | 2     | Diana Taszhanova         | Kazakhstan        | 8:55.78       |               |
| 24   | 1     | 1     | Eva Petrovska            | Macédoine du Nord | 9:04.27       |               |
| 25   | 1     | 8     | Lana Hijazi              | Liban             | 9:33.90       |               |
| –    | 1     | 7     | Marlene Kahler           | Autriche          | Non partantes | Non partantes |
| –    | 2     | 5     | Anastasiia Kirpichnikova | France            | Non partantes | Non partantes |
| –    | 3     | 8     | Dune Coetzee             | Afrique du Sud    | Non partantes | Non partantes |

### Finale
| Rang               | Ligne | Nageuse           | Pays             | Temps         |
| ------------------ | ----- | ----------------- | ---------------- | ------------- |
| Médaille d'or      | 5     | Simona Quadarella | Italie           | 8 min 17 s 44 |
| Médaille d'argent  | 4     | Isabel Marie Gose | Allemagne        | 8 min 17 s 53 |
| Médaille de bronze | 3     | Erika Fairweather | Nouvelle-Zélande | 8 min 22 s 26 |
| 4                  | 6     | Eve Thomas        | Nouvelle-Zélande | 8 min 24 s 86 |
| 5                  | 2     | Agostina Hein     | Argentine        | 8 min 29 s 19 |
| 6                  | 8     | Ichika Kajimoto   | Japon            | 8 min 29 s 24 |
| 7                  | 1     | Kiah Melverton    | Australie        | 8 min 29 s 35 |
| 8                  | 7     | Ajna Késely       | Hongrie          | 8 min 29 s 83 |
| 9                  | 0     | Maddy Gough       | Australie        | 8 min 36 s 43 |